# مرسوم غاليليوسي
المرسوم الغاليليوسي هو مرسوم أصدره غاليليوس الأول أسقف روما في نهاية القرن الخامس الميلادي، وكُتب في صيغته النهائية في خمس فصول على يد كاتب مجهول بين سنتي 519-553م، احتوى الفصل الثاني على قائمة الكتب التي اعتبرها مجمع روما برئاسة داماسوس الأول أسقف روما بين سنتي 366-383م كتبًا كنسية قانونية، فيما يُعرف باسم القائمة الداماسية، وهي نفسها القائمة التي أقرها مجمع قرطاج سنة 419م.

## وصلات خارجية
- The Development of the Canon": Decretum Gelasianum gives the full list, including the apocrypha "which are to be avoided by Catholics."